# 성남정자초등학교
성남정자초등학교는 대한민국 경기도 성남시 분당구에 있는 공립 초등학교이다.

## 학교 연혁
- 2004년 2월 24일 성남정자초등학교 교사 준공
- 2004년 3월 1일 초대 정근수교장 부임
- 2004년 3월 2일 8학급(278명)으로 성남정자초등학교 개교
- 2005년 2월 18일 제1회 졸업(140명)
- 2005년 3월 2일 25학급 편성
- 2005년 3월 9일 병설유치원 개원 및 치원(1학급)
- 2005년 9년 1일 1학급 증설로 26학급 편성
- 2005년 9월 8일 1학급 증설로 27학급 편성
- 2006년 3월 1일 31학급 편성
- 2007년 3월 1일 32학급 편성(특수학급 도움반 1학급)
- 2007년 9월 1일 제2대 김희택 교장 부임
- 2009년 3월 일 제3대 주영팔 교장 부임
- 2009년 3월 1일 36학급 편성(특수학급 도움반 1학급)
- 2010년 3월 1일 35학급 편성(특수학급 도움반 1학급)
- 2011년 3월 1일 제4대 성기준 교장 부임
- 2011년 3월 1일 36학급 편성(특수학급 도움반 1학급 포함)
- 2012년 3월 1일 36학급 편성(특수학급 도움반 1학급 포함)
- 2013년 3월 1일 36학급 편성(특수학급 도움반 1학급 포함)
- 2014년 3월 24일 36학급편성(특수학급 도움반 1학급 포함)
- 2014년 9월 1일 제5대 전흥남 교장 부임
- 2018년 3월 2일 제 6대 김형미 교장 부임
- 2024년 3월 1일 제 7대 김재종 교장 부임
- 2024년 2월 24일 도서관 리모델링
- 2025년 2월 28일 석면 해체공사